# Juno Awards 2004
Die Juno Awards 2004 wurden am 4. April 2004 im Rexall Place, Edmonton in Alberta, Kanada verliehen. Die Moderation übernahm Alanis Morissette.
Nickelback, Nelly Furtado und Sarah McLachlan erhielten mit fünf die meisten Nominierungen.
Der Musikproduzent Bob Ezrin wurde in die Canadian Music Hall of Fame aufgenommen. Walt Grealis, der dem Walt Grealis Special Achievement Award seinen Namen gab und einer der Gründer des Juno Awards war, verstarb am 20. Januar 2004 und bekam posthum den nach ihm benannten Award verliehen.

## Juno Cup
Erstmals fand der Juno Cup statt, ein Benefiz-Eishockey-Spiel, bei dem die NHL Greats, ein Team aus ehemaligen NHL-Spielern gegen The Rockers, ein Team aus Musikern, antraten.

## Nominierungen und Gewinner

### Personen
| Artist of the Year | Group of the Year |
| --- | --- |
| Sam Roberts - Shawn Desman - Céline Dion - Nelly Furtado - Sarah McLachlan | Nickelback - Barenaked Ladies - La Chicane - Finger Eleven - Our Lady Peace |
| New Artist of the Year | New Group of the Year |
| Michael Bublé - Barlow - Kazzer - Danny Michel - Kinnie Starr | Billy Talent - The Dears - Lillix - Three Days Grace - The Trews |
| Fan Choice Award | Songwriter of the Year |
| Nickelback - Céline Dion - Avril Lavigne - Sarah McLachlan - Shania Twain | Sarah McLachlan and Pierre Marchand, World on Fire/Fallen/Stupid – Afterglow, Sarah McLachlan - Kathleen Edwards, Six O'clock News/Hockey Skates/Mercury – Failer, Kathleen Edwards - Nelly Furtado, Gerald Eaton/Brian West/Trevor Horn/Anne Dudley/Malcolm McLaren/Gerald Eaton/Brian West Saturdays/Powerless (Say What You Want)/Childhood Dreams – Folklore, Nelly Furtado - Ron Sexsmith, You Were There/On A Whim/Someway Somehow – Rarities, Ron Sexsmith - Hawksley Workman, Anger As Beauty/We Will Still Need a Song/Smoke Baby – Lover/Fighter, Hawksley Workman |
| Jack Richardson Produzent of the Year | Recording Engineer of the Year |
| Gavin Brown – Billy Talent, Try Honesty and Three Days Grace, I Hate Everything About Youngng - Malcolm Burn – Emmylou Harris, Here I Am / I Will Dream - Joao Carvalho – Pilate, Into Your Hideout - Daniel Lanois – Daniel Lanois, Falling at Your Feet / Sometimes - Pierre Marchand – Sarah McLachlan, World on Fire | Mike Haas, Dylan Heming and Jeff Wolpert – Holly Cole, Heat Wave and Something Cool - Claude Champagne – La Bottine Souriante, Paye la traite and De tido à Ti-douard - Warne Livesey – Matthew Good, Weapon and In a World Called Catastrophe - Dean Maher – Trapt, Headstrong and Echo - Adam Samuels – Daniel Lanois, Sometimes and Transmitter |

### Alben
| Album of the Year | Aboriginal Album of the Year |
| --- | --- |
| We Were Born in a Flame – Sam Roberts - Michael Bublé – Michael Bublé - One Heart – Céline Dion - Folklore – Nelly Furtado - Afterglow – Sarah McLachlan - The Long Road – Nickelback | Big Feeling – Susan Aglukark - The Avenue – Burnt Project 1 - Mother Earth – Eagle & Hawk - Ketwam – Sandy Scofield - In Honour of Percy Dreaver – Whitefish Jrs. |
| Alternative Album of the Year | Blues Album of the Year |
| Talkin’ Honky Blues – Buck 65 - Shine a Light – The Constantines - Truthfully Truthfully – Joel Plaskett Emergency - Heart – Stars - Reconstruction Site – The Weakerthans | Painkiller – Morgan Davis - Roll it Down – Ray Bonneville - Sweet Taste – Harrison Kennedy - Jubilee – Harry Manx & Kevin Breit - Too Much Fun – The Rockit 88 Band |
| Children’s Album of the Year | Classical Album of the Year (solo or chamber ensemble) |
| A Duck in New York City – Connie Kaldor - Like a Flower to the Sun – Jack Grunsky - Sing Out Summer Fun – Mary Lambert - Dodo la planète do – Dream songs night songs 2 – Pelican Music Project - The Children of Lir – Loretto Reid | Murphy, Chan, Hatzis, Kulesha: Canadian Premieres – Gryphon Trio - Francois Couperin: Keyboard Music-1 – Angela Hewitt - Graupner Cantatem Sonate, Ouverture: Instrumental and Vocal Music, Vol 2 – L'Ensemble des Ideés heureuses - Szymanowski: The Complete Mazurkas – Marc-André Hamelin - Mozart*Zukerman – Pinchas Zukerman, Amanda Forsyth, Jane Logan, Kimball Sykes, Jethro Marks, Donnie Deacon and Jessica Linnebach |
| Classical Album of the Year (large ensemble) | Classical Album of the Year (vocal or choral performance) |
| - Concertos: Music of Jacques Hétu – André Laplante, Christopher Millard, Robert Cram, Joaquin Valdepenas, CBC Radio Orchestra, Mario Bernardi - Bach Orchestral Suites – Tafelmusik Baroque Orchestra - Concertos: Matthieu, Addinsell, Gershwin – Alain Lefèvre and the Quebec Symphony Orchestra - Mozart Noir – Tafelmusik Baroque Orchestra & Jeanne Lamon - Nino Rota: La Strada – Yannick Nézet-Séguin with the Orchestra Métropolitain | Azulão – Isabel Bayrakdarian, James Parker & Cello Ensemble - Chants d'Auvergne – Karina Gauvin, Raffi Armenian and the Canadian Chamber Ensemble - Ideale: Songs of Paolo Tosti – Ben Heppner - Handel: Love Duets – Suzie LeBlanc, Daniel Taylor, Arion Ensemble and Stephen Stubbs - Chants sacrés et profanes – Tafelmusik Chamber Choir and Ivars Taurins                                                                  |
| Contemporary Christian/Gospel Album of the Year | Country Album of the Year |
| Jill Paquette – Jill Paquette - Shine Like Stars – Bec Abbot - Forward to Forever – Jody Cross - So Much for Substitutes – Downhere - Forgiveness – Jim Witter | Up! – Shania Twain - Pain to Kill – Terri Clark - Everyone Aboard – Doc Walker - Free – Brad Johner - Living out Loud – Aaron Lines |
| Francophone Album of the Year | Instrumental Album of the Year |
| Wilfred Le Bouthillier – Wilfred Le Bouthillier - 1 file & 4 types – Céline Dion - Reviens – Garou - Don Juan – Un musical de Félix Gray – Jean-François Breau/Marie-Eve Janvier/Mario Pelchat/Claude Léveillée/Philippe Berghella/Cassiopée/Cindy Daniel/Chico Castillo - Maudit Bordel – Marie-Chantal Toupin | Italian Love Songs – I Sorenti - Romance – Richard Abel - Stress Less – George Carlaw - Country Christmas – The Covingtons - Un homme et son péché – Michel Cusson |
| International Album of the Year | Contemporary Jazz Album of the Year |
| Get Rich or Die Tryin’ – 50 Cent - Stripped – Christina Aguilera - Metamorphosis – Hilary Duff - Fallen – Evanescence - It Had to Be You… The Great American Songbook – Rod Stewart | Blow the House Down – Great Uncles of the Revolution - Indefinite Time – François Bourassa Quartet - Suite for New York – D. D. Jackson - Strut – Michael Kaeshammer - Chronic – Metalwood |
| Traditional Jazz Album of the Year | Vocal Jazz Album of the Year |
| Lost in the Stars – Guido Basso - Duologue – Mike Murley & David Occhipinti - One Take Vol. 1 – One Take - Café Varzé Jazz – Sandro Dominelli Quintet - Standards – John Stetch | Shade – Holly Cole - Firm Roots – Jeri Brown - Maple Groove – Ranee Lee - Denzal Sinclaire – Denzal Sinclaire - The Language of Love – Carol Welsman |
| Pop Album of the Year | Rock Album of the Year |
| Afterglow – Sarah McLachlan - Everything to Everyone – Barenaked Ladies - Barlow – Barlow - Folklore – Nelly Furtado - Falling Uphill – Lillix | We Were Born in a Flame – Sam Roberts - Billy Talent – Billy Talent - We Sweat Blood – Danko Jones - The Long Road – Nickelback - Does This Look Infected? – Sum 41 |
| Roots & Traditional Album of the Year – Solo | Roots & Traditional Album of the Year – Group |
| Skating Rick – David Francey - You’ve Never Seen Everything – Bruce Cockburn - Book of Days – Susan Crowe - Blueprint – Natalie McMaster - Oh Susanna – Oh Susanna | Maudite Maison – Le Vent du Nord - BARK – Blackie and the Rodeo Kings - J'ai jamais tant ri – La Bottine Souriante - The Creaking Tree String Quartet – Creaking Tree String Quartet - Blue Drag – Pierre Schryer Band |
| World Music Album of the Year | |
| Beyond Boundaries – Kiran Ahluwalia - Nomad – Jesse Cook - Sweet Return – Flying Bulgar Klezmer Band - Intakto – Intakto - The Living Road – Lhasa de Sela | |

### Lieder und Aufnahmen
| Single of the Year | Classical Composition of the Year |
| --- | --- |
| Powerless (Say What You Want) – Nelly Furtado - Try Honesty – Billy Talent - Someday – Nickelback - Innocent – Our Lady Peace - Happy Baby – Shaye                          | String Quartet No. 8 (Schafer) – R. Murray Schafer - Amplified String Quartet with Tape – Norma Beecroft - Everlasting Light – Christos Hatzis - Piano Concerts No. 2 – Jacques Hétu - Credo – R. Murray Schafer |
| Dance Recording of the Year | R&B/Soul Recording of the Year |
| Something About You – The Sound Bluntz - I Know – Audrey - Chimera – Delerium - All That I Like – MC Mario - Give You Love – Original 3                                     | The Master Plan – In Essence - Pimpin’ Life – Big Black Lincoln - Back for More – Glenn Lewis feat. Kardinal Offishall - Officially Missing You – Tamia - X-Quisite – X-Quisite                                  |
| Rap Recording of the Year | Reggae Recording of the Year |
| Flagrant – Choclair - Dark Sunrise – BrassMunk - Welcome to Planet IRS – IRS - Tom Strokes Presents the ClasSix Plus Six – Mr. Roam - Natural Progression – Sweatshop Union | Rent a Tile – Leroy Brown - Smile – Blessed - Tease Me – Dezzie - Homie’s Girl – Carl Henry - Nana’s Medley Part 2 – Nana McLean                                                                                 |

### Weitere
| CD/DVD Artwork Design of the Year | Video of the Year |
| --- | --- |
| Garnet Armstrong, Susan Michalek (Director/Designer); Andrew MacNaughtan (Fotograf) – Jann Arden, Love Is the Only Soldier - Benjamin Fong (Director/Designer/Illustrator); Janet Kimber (Fotograf) – Jimmy Rankin, Handmade - Jenn McIntyre (Director/Designer/illustrator); Ingram Barss/Jenn McIntyre (Fotograf) – Buck 65, Talkin' Honky Blues - Megan Oldfield (Director/Designer); Jon Claytor (illustrator); Richard Beland (Fotograf) – Gord Downie, Battle of the Nudes - Michael Wrycraft (Director/Designer/Illustrator); Kevin Kelly – Harry Manx and Kevin Breit, Jubilee | Floria Sigismondi: Fighter (Christina Aguilera) - Don Allan – Heaven Only Knows, K-os - Maxime Giroux – Into Your Hideout, Pilate - Christopher Mills – Stars and Sons, Broken Social Scene - Floria Sigismondi – Untitled, Sigur Rós |
| Music DVD of the Year | |
| Hipeponymous – The Tragically Hipeponymouseponymous - In My World by Avril Lavigne – Produzent:Hamish Hamilton & Done and Dusted - Feast on Scraps by Alanis Morissette – Produzent: Alanis Morissette - Rafaël Ouellet and Marc Lostracco – Our Lady Peace Live, Our Lady Peace - Chuck Comeau and Patrick Langlois – A Big Package For You 1999–2003, Simple Plan | |

### Canadian Music Hall of Fame
- Bob Ezrin

### Walt Grealis Special Achievement Award
- Walt Grealis